# CJAB-FM
CJAB-FM diffusant sous le nom de Énergie Saguenay-Lac-St-Jean 94.5 est une station de radio commerciale privée québécoise diffusant à Saguenay–Lac-Saint-Jean, au Québec, appartenant à Bell Média, et affiliée au réseau Énergie.
La station de classe C diffuse sur la fréquence 94,5 MHz avec une puissance d'antenne de 100 000 watts via un émetteur unidirectionnel.
Énergie diffuse de la musique de format Dance et top 40. Elle fait partie du réseau énergie qui comprend dix stations à travers le Québec.

## Historique
CJAB-FM est entré en ondes le 25 mai 1979 par CJAB-FM Inc. (Paul J. Audette) à la fréquence 96,7 MHz et une puissance de 28 700 watts à Chicoutimi. Le 5 novembre 1981, CJAB a été autorisé d'ajouter un ré-émetteur à Chambord à la fréquence 95,5 MHz avec une puissance de 3 240 watts. Le 25 juin 1983, CJAB a été autorisé à changer de fréquence pour le 94,5 MHz, d'augmenter sa puissance à 56 000 watts et de déplacer son antenne au sommet du Mont-Valin. À la suite de ces changements, le ré-émetteur de Chambord n'était plus nécessaire. Le 20 décembre 1985, CJAB-FM Inc. a été vendu à Radio Saguenay Ltée, qui était alors propriétaire de CKRS 590 à Jonquière. Le 1er décembre 1987, la puissance a été réduite à 44 200 watts. Le 21 juin 1989, CJAB a reçu l'autorisation de diffuser 63 heures par semaine d'émissions locales programmées par un système automatique.
Fin 1991, Radio Saguenay Ltée est acheté par le groupe Radiomutuel. CJAB intègre le réseau Radio Énergie en février 1992. Le CRTC approuve la transaction le 21 août 1992.
Astral Media fait l'acquisition de Radiomutuel le 12 janvier 2000.
Depuis le 24 août 2009, CJAB et les stations du réseau Énergie diffusent sous la bannière NRJ, un groupe radio qui possède des stations dans plusieurs pays dans le monde, à la suite d'un accord conclu entre Astral Media et NRJ Group.
Le 16 mars 2012, Bell Canada (BCE) annonce son intention de faire l'acquisition d'Astral Média, incluant CJAB-FM, pour 3,38 milliards de dollars. La transaction a été refusée par le CRTC. Bell Canada a alors déposé une nouvelle demande le 4 mars 2013, qui a été approuvée le 27 juin 2013.

### Slogan
- « Méchante radio » (août 2009 - décembre 2010)
- « La Radio des Hits » (à partir de janvier 2011)
- Toujours en tête (à partir de 2016)
- Plus de classiques plus de fun (à partir de 2019)

### Identité visuelle (logo)

Ancien logo de NRJ Saguenay-Lac-St-Jean du 24 août 2009 au 22 août 2015.
Logo d'Énergie Saguenay-Lac-St-Jean 94.5 depuis le 23 août 2015.

## Studios
ÉNERGIE 94.5 occupe des studios au 267, rue Racine Est à Chicoutimi. Ses studios sont situés dans les mêmes locaux que sa station sœur CFIX-FM 96,9 Rouge FM.

## Programmation
La programmation d'ÉNERGIE 94,5 provient de Saguenay tous les jours de la semaine de 5 h 30 à 11 h 30 et de 13 h à 14 h 55, et les week-ends de 11 h à 17 h.
Le reste de la programmation (retour à la maison et soirée provient de Montréal, en réseau sur ÉNERGIE.

## Animateurs d'ÉNERGIE 94.5 Saguenay-Lac-St-Jean
- Marc Dickey, (Le Boost!)
- Jean-Phillipe Tremblay, (Le Boost!)
- Mylène Audet, (Le Boost!) (Vos Classiques au travail)
- Thomas Aubin, (Les weekends Énergie)
- Charlotte Houle, (Vos Classiques au travail)

## Journalistes
- Janie Pelletier
- Chloe Tremblay-Larouche
- Megan Perreault
- Johanie Bilodeau